# 北方村 (岐阜県安八郡)
北方村（きたがたむら）は、かつて岐阜県安八郡に存在した村である。
現在の大垣市北方町と赤花町の一部に該当する。

## 歴史
- 江戸時代末期、北方村は一つの村であったが、村内に岩村藩領（通称：岩村領北方村）と旗本の名取家領（通称：名取領北方村）があり、実質2つの村であった。岩村藩は西濃の領地を管轄する北方村陣屋(岩村藩)を置いた。
- 1872年（明治5年） - 岩村領北方村と名取領北方村が合併し、北方村となる。
- 1874年（明治7年）9月 - 北方村が分立。旧・岩村領北方村は北方村、旧・名取領北方村は西保村となる。
- 1889年（明治22年）7月1日 - 町村制により北方村が発足。
- 1897年（明治30年）4月1日 - 中川村、林東村、林中村、楽田村、貝曽根村、曽根村、領家村、中野村と合併し、改めて中川村が発足。同日北方村は廃止。